# Wybory prezydenckie w Stanach Zjednoczonych w Kalifornii w 1976 roku
Wybory prezydenckie w Stanach Zjednoczonych w Kalifornii w 1976 roku – odbyły się 2 listopada 1976 jako część 48. wyborów prezydenckich, w których wzięło udział wszystkie 50 stanów oraz Dystrykt Kolumbii.
Wyborcy w Kalifornii wybrali elektorów, aby reprezentowali ich w głosowaniu powszechnym w kolegium elektorskim.
Kalifornia została zdobyta przez kandydata republikanów – ówczesnego prezydenta Geralda Forda.
| 1972← 2 XI 1976 →1980 |                                                                                      |                                                                                           |
| --- | ------------------------------------------------------------------------------------ | ----------------------------------------------------------------------------------------- |
| - Kandydat na prezydenta - Partia polityczna - Stan macierzysty - Kandydat na wiceprezydenta - Głosy elektorskie - Głosy powszechne - Wyniki procentowe | - Gerald Ford - Partia Republikańska - Michigan - Bob Dole - 45 - 3 882 244 - 49,35% | - Jimmy Carter - Partia Demokratyczna - Georgia - Walter Mondale - 0 - 3 742 284 - 47,57% |